# Kunstverein Hildesheim

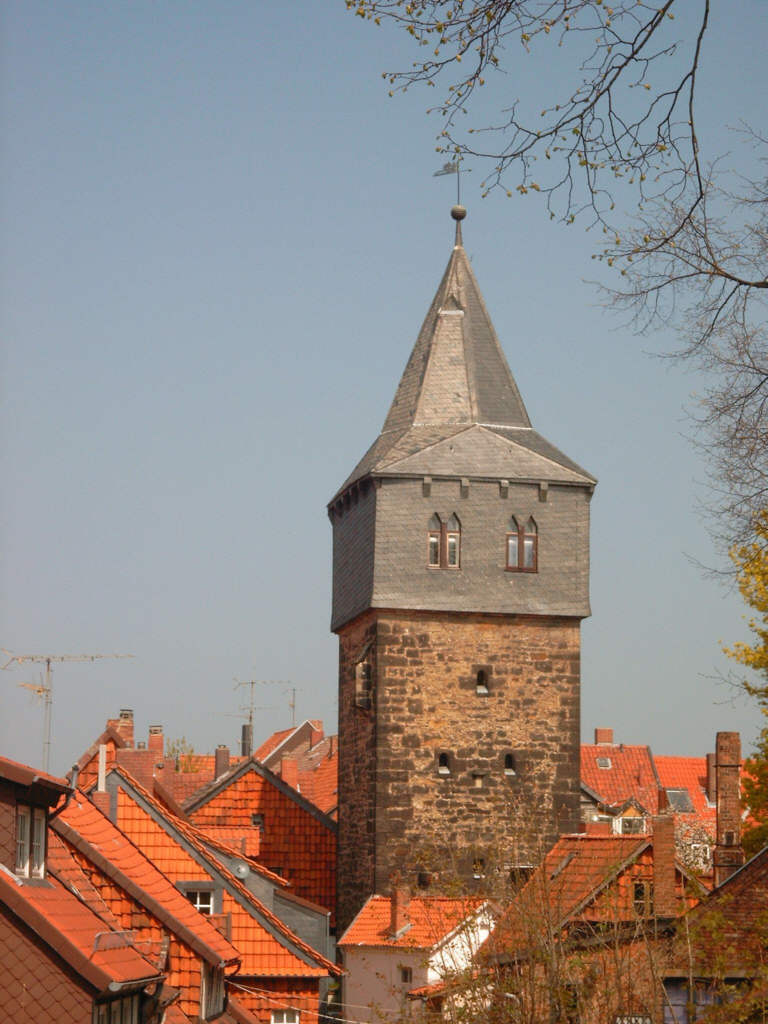
Das Domizil des Kunstvereins Hildesheim, der Kehrwiederturm

Der Kunstverein Hildesheim ist ein gemeinnütziger und eingetragener Verein, der sich der Vermittlung und Förderung von zeitgenössischer Kunst in der Stadt Hildesheim widmet. Der Kunstverein wurde 1978 gegründet und hat seit 1982 seine festen Ausstellungsräume im historischen Kehrwiederturm in der Keßlerstraße. Neben klassischen Einzel- und Gruppenausstellungen widmet sich der Kunstverein mit Projekten zur Kunst im öffentlichen Raum, Symposien und Workshops insbesondere den Bedingungen künstlerischer, kultureller und kuratorischer Produktion. Seit 2010 verfügt der Kunstverein Hildesheim über ein eigenes Kunstvermittlungsprogramm.

## Geschichte
Auf Initiative der Hildesheimer Hochschuldozenten Hermann Leber und Dieter Lüttge und unterstützt durch eine Anzahl kunstinteressierter Hildesheimer und das Kulturdezernat Hildesheim wurde am 15. Juni 1978 der Kunstverein Hildesheim als erster Hildesheimer Institution zur primären Förderung der Zeitgenössischen Kunst ins Leben gerufen.
Höhepunkte der ersten vier Jahre waren zwei Ausstellungen von Werken des in Hildesheim geborenen Künstlers Eberhard Schlotter und der 1978 vergebene „Kunstpreis der Stadt Hildesheim“. 1982 bezog der Kunstverein seine eigentlichen Räume in der „Galerie im Kehrwiederturm“, welche seinen heutigen Sitz ausmachen. 1998 erschien zum 20-jährigen Bestehen des Kunstvereins die Publikation „Einblicke aktuell ausgestellt. Kunstverein Hildesheim 1978-1998“, welcher die Geschichte des Kunstvereins dokumentiert und Revue passieren lässt.
Neben regelmäßigen Ausstellungen lokaler Künstler und Vorträgen von Kunsthistorikern wurden im Kunstverein Hildesheim früh Bestrebungen geäußert, Stadt und Einwohner Hildesheims in den Kunstdiskurs zu involvieren. „Turmfeste“ in den Jahren 1983 und 1984 bildeten den frühen Startpunkt einer Tradition, welche mit Projekten wie der Beteiligung am „Raumsauger Festival“ für Innenstadtkunst 2006 oder einem einjährigen Kunstprojekt im Ernst-Ehrlicher-Park in Hildesheim 2007 fortgeführt wurde.
Eine weitere Konstante im Programm des Kunstvereins bildet die Reflexion über die eigene Funktion im Kunstbetrieb, über Produktionsprozesse, die Distribution und Vermittlung von Kunst und über Fragen zur Wissensproduktion. Während dies in den 1980er Jahren des Kunstvereins noch eher nebensächlich über Vorträge zu „Kunstverständnis und Kunstförderung“ geschah, rückten diese Themen ab 2004 zunehmend in den Fokus. Der „Entsorgungspark für Kunst im öffentlichen Raum“ funktionierte in Form eines gestalterischen Wettbewerbs und nahm ironischen Bezug zu einem objektorientierten Umgang mit Kunst im öffentlichen Raum. 2007 wurde in der Ausstellung und der dazugehörigen Tagung „into it“ die Aktualität von Intuition in der Kunst untersucht. Seit 2010 wird im Kunstverein Hildesheim mit alternativen Formaten des künstlerischen und theoretischen Austauschs experimentiert. 2008 erschien anlässlich des 30-jährigen Bestehens und der Jubiläumsausstellung „20+10 Re:Präsentation“ der gleichnamige Katalog, der dieses Vorhaben fortsetzt.
Exemplarisch ist das Symposium »work in progress_working process« zu nennen, das im Februar 2011 stattfand und sich zur Aufgabe machte, Prozesse kultureller Produktion, die sie umgebenden Realitäten aber auch Utopien auf die ihnen zugrundeliegenden Arbeitsbegriffe zu befragen.
Im Jahresprogramm 2012 zeigt der Kunstverein Hildesheim unter dem Titel »going places« herausragende Positionen zeitgenössischer Kunst mit dem Schwerpunkt Fotografie. Thematisch befasst sich das Ausstellungsprogramm mit realen und fiktiven Orten und „Nicht-Orten“, mit dem Reisen und dem Verweilen und mit der Reflexion des Themas in der Bildenden Kunst.
Seit der Gründung des Kunstverein Hildesheim besteht große Nähe zur Universität Hildesheim, vormals Hochschule Hildesheim. Kooperationen beinhalten Lehrveranstaltungen an der Universität aber auch Symposien und Workshops zu inhaltlichen, theoretischen aber auch organisatorischen Fragen.

## Vorstand
Seit 2016 sind die Universität Hildesheim und Torsten Scheid Vorstandsvorsitzende.

## Künstlerische Leitung
Seit 2004 wird die künstlerische Leitung des Kunstverein Hildesheim im zweijährigen Wechsel durch junge Kuratoren besetzt, welche zumeist einen biographischen Bezug zu Hildesheim aufweisen.
Bisherige künstlerische Leitung:
- 2004–2006 Thomas Kästle
- 2007–2009 Elke Falat
- 2010–2011 Lisa Schmidt
- 2012 Torsten Scheid
- 2013–2015 Kathrin Meyer
- 2015–2016 Nora Brünger und Sonja Wunderlich
- 2016 Torsten Scheid und Viola Vahrson
- 2017 Nora Brünger, Torsten Scheid und Francisco Vogel
- 2018 Nora Brünger, Luzia Gross und Torsten Scheid
- 2019 Torsten Scheid
- 2020–2021 Nora Brünger
- 2022–2023 Torsten Scheid
- 2024 Carla Henne, Noa Lohrmann, Justine Wiesner

## Kunstvermittlung
Seit 2010 führt der Kunstverein Hildesheim das eigenständige Kunstvermittlungsprogramm „KunstAUFSTIEG“ durch, in welchem vor allem Methoden der künstlerischen Kunstvermittlung durchgeführt werden.

## Programm
In den Räumen des Kunstvereins sind pro Jahr drei bis sechs international orientierte, monografische und -thematische Ausstellungen zu sehen, die in der Regel eigens für das Haus erarbeitet werden. Im Mittelpunkt stehen dabei immer aktuelle künstlerische oder gesellschaftsrelevante Themen. Zum umfangreichen Begleitprogramm gehören Vorträge, Podiumsdiskussionen und Künstlergespräche.

## Kataloge (Auswahl)
- Kathrin Meyer (Hrsg.): Arbeit und Leben, Roman Schramm, Guten Tag!, argobooks, 2013, ISBN 978-3-942700-35-1.
- Torsten Scheid (Hrsg.): Points of View, Kehrer Verlag, 2012, ISBN 978-3-86828-351-8.
- Lisa Schmidt (Hrsg.): Fail Better I-III. 2010.
- Elke Falat/Julia Tieke (Hrsg.): Lieber Künstler, erzähle mir!, Verlag für moderne Kunst Nürnberg, 2009
- Elke Falat (Hrsg.): Alexander Rischer / Caput Corvi, Kerber Verlag, 2008
- Elke Falat/Sabine Kunz (Hrsg.): observing beast, time, evolution. 2008, ISBN 978-3-86678-206-8.
- Elke Falat (Hrsg.): Ulrike Mohr/Definitionen, Kerber Verlag, 2007
- Elke Falat/Thomas Thiel (Hrsg.): Into it, Kehrer Verlag, 2008
- Elke Falat (Hrsg.): Fokus Ägypten. Past/Present, Kerber Verlag, 2007
- Elke Falat (Hrsg.): Armin Chodzinski. Vom gutgekleideten Tätigsein, widerständigem Tanzen und liberalen Städten. 2008, ISBN 978-3-938801-27-7.
- Thomas Kästle (Hrsg.): Wer ist die Kunst? – Funktion und Selbstverständnis. 2006, ISBN 3-938025-65-4.
- Thomas Kästle (Hrsg.): Wann ist die Kunst? – Prozess, Moment, Gültigkeit. 2005, ISBN 3-938025-16-6.
- Thomas Kästle (Hrsg.): Wo ist die Kunst? – Zur Geographie von Schnittstellen. 2004, ISBN 3-936646-67-8.